# Hi-kvadratna raspodela
U teoriji verovatnoće i statistici, hi-kvadratna raspodela (takođe hi-kvadrat ili χ2-raspodela) sa k stepena slobode je distribucija sume kvadrata k nezavisnih standardno normalnih randomnih promenljivih. Hi-kvadratna distribucija je specijalni slučaj gama distribucije i jedna je od od najšire korištenih distribucija verovatnoće u inferencijskoj statistici, naročito u testiranju hipoteza ili u konstrukciji intervala pouzdanosti. Kada se pravi razlika od opštije necentralne hi-kvadratne raspodele, ova distribucija se ponekad naziva centralnom hi-kvadratnom raspodelom.
Hi-kvadratna raspodela se koristi u uobičajenim hi-kvadratnim testovima za adekvatnost uklapanja posmatrane distribucije u teorijski očekivanu, nezavisnost dva kriterijuma klasifikacije kvalitativnih podataka, i procenu intervala pouzdanosti za populaciju standardnih devijacija normalne distribucije iz standardne devijacije uzorka. Mnogi drugi statistički testovi takođe koriste ovu distribuciju, kao što je Fridmanova analiza varijanse po rangovima.

## Definicija
Ako su  nezavisnе, standardno normalne randomne promenljive, onda je suma njihovih kvadrata,
{\displaystyle Q\ =\sum _{i=1}^{k}Z_{i}^{2},}
distribuirana u skladu sa hi-kvadratnom distribucijom sa k stepeni slobode. Ovo se obično označava sa
{\displaystyle Q\ \sim \ \chi ^{2}(k)\ \ {\text{or}}\ \ Q\ \sim \ \chi _{k}^{2}.}
Hi-kvadratna distribucija ima jedan parametar: k, pozitivni integer koji specificira broj stepeni slobode (broj  vrednosti).

## Tabelaχ2vrednosti vs-vrednosti
-vrednost je verovatnoća opservacije statističkog testa bar kao ekstrema u hi-kvadratnoj distribuciji. Shodno tome, pošto kumulativna funkcija raspodele (CDF) za odgovarajuće stepene slobode (df) daje verovatnoću da je dobijena vrednost manje ekstremna od ove tačke, oduzimanje CDF vrednosti od 1 daje p-vrednost. Mala p-vrednost, ispod izabranog nivoa značaja, ukazuje na statistički značaj, tj. dovoljan dokaz da se odbaci nulta hipoteza. Nivo značaja od 0,05 se često koristi kao granica između značajnih i neznačajnih rezultata.
Donja tabela daje broj p-vrednosti koje odgovaraju sa χ2 za prvih 10 stepeni slobode.
| Stepeni slobode (df)     | χ2 vrednost | χ2 vrednost | χ2 vrednost | χ2 vrednost | χ2 vrednost | χ2 vrednost | χ2 vrednost | χ2 vrednost | χ2 vrednost | χ2 vrednost | χ2 vrednost |
| ------------------------ | ----------- | ----------- | ----------- | ----------- | ----------- | ----------- | ----------- | ----------- | ----------- | ----------- | ----------- |
| 1                        | 0,004       | 0,02        | 0,06        | 0,15        | 0,46        | 1,07        | 1,64        | 2,71        | 3,84        | 6,63        | 10,83       |
| 2                        | 0,10        | 0,21        | 0,45        | 0,71        | 1,39        | 2,41        | 3,22        | 4,61        | 5,99        | 9,21        | 13,82       |
| 3                        | 0,35        | 0,58        | 1,01        | 1,42        | 2,37        | 3,66        | 4,64        | 6,25        | 7,81        | 11,34       | 16,27       |
| 4                        | 0,71        | 1,06        | 1,65        | 2,20        | 3,36        | 4,88        | 5,99        | 7,78        | 9,49        | 13,28       | 18,47       |
| 5                        | 1,14        | 1,61        | 2,34        | 3,00        | 4,35        | 6,06        | 7,29        | 9,24        | 11,07       | 15,09       | 20,52       |
| 6                        | 1,63        | 2,20        | 3,07        | 3,83        | 5,35        | 7,23        | 8,56        | 10,64       | 12,59       | 16,81       | 22,46       |
| 7                        | 2,17        | 2,83        | 3,82        | 4,67        | 6,35        | 8,38        | 9,80        | 12,02       | 14,07       | 18,48       | 24,32       |
| 8                        | 2,73        | 3,49        | 4,59        | 5,53        | 7,34        | 9,52        | 11,03       | 13,36       | 15,51       | 20,09       | 26,12       |
| 9                        | 3,32        | 4,17        | 5,38        | 6,39        | 8,34        | 10,66       | 12,24       | 14,68       | 16,92       | 21,67       | 27,88       |
| 10                       | 3,94        | 4,87        | 6,18        | 7,27        | 9,34        | 11,78       | 13,44       | 15,99       | 18,31       | 23,21       | 29,59       |
| P vrednost (verovatnoća) | 0,95        | 0,90        | 0,80        | 0,70        | 0,50        | 0,30        | 0,20        | 0,10        | 0,05        | 0,01        | 0,001       |

Ove vrednosti se mogu izračunati procenom funkcije kvantila (takođe poznate kao „inverzni CDF” ili „ICDF”) raspodele hi-kvadrata; e. g., χ2 ICDF za p = 0,05 i df = 7 daje 14,06714 ≈ 14,07 kao u gornjoj tabeli.

## Literatura
- Hald, Anders (1998). A history of mathematical statistics from 1750 to 1930. New York: Wiley. ISBN 978-0-471-17912-2.
- Elderton, William Palin (1902). „Tables for Testing the Goodness of Fit of Theory to Observation”. Biometrika. 1 (2): 155—163. doi:10.1093/biomet/1.2.155.
- Hazewinkel Michiel, ур. (2001). „Chi-squared distribution”. Encyclopaedia of Mathematics. Springer.  978-1556080104.
- Pierre Simon de Laplace (1812). Analytical Theory of Probability.
- A. Kolmogoroff (1933). Grundbegriffe der Wahrscheinlichkeitsrechnung. ISBN 978-3-642-49888-6. doi:10.1007/978-3-642-49888-6.
- Patrick Billingsley (1979). Probability and Measure. New York, Toronto, London: John Wiley and Sons.
- Olav Kallenberg; Foundations of Modern Probability, (2nd изд.). ISBN 0-387-95313-2. Springer Series in Statistics. (2002). 650 pp.
- Henk Tijms (2004). Understanding Probability. Cambridge University Press.
- Olav Kallenberg; Probabilistic Symmetries and Invariance Principles. ISBN 0-387-25115-4.. Springer -Verlag, New York (2005). 510 pp.
- Durrett, Rick (2019). Probability: Theory and Examples, 5th edition. UK: Cambridge University Press. ISBN 9781108473682.
- Gut, Allan (2005). Probability: A Graduate Course. Springer-Verlag. ISBN 0-387-22833-0.
- Pearson, Karl (1893). „Contributions to the mathematical theory of evolution [abstract]”. Proceedings of the Royal Society. 54: 329—333. JSTOR 115538. doi:10.1098/rspl.1893.0079 .
- Pearson, Karl (1895). „Contributions to the mathematical theory of evolution, II: Skew variation in homogeneous material”. Philosophical Transactions of the Royal Society. 186: 343—414. Bibcode:1895RSPTA.186..343P. JSTOR 90649. doi:10.1098/rsta.1895.0010 .
- Pearson, Karl (1901). „Mathematical contributions to the theory of evolution, X: Supplement to a memoir on skew variation”. Philosophical Transactions of the Royal Society A. 197 (287–299): 443—459. Bibcode:1901RSPTA.197..443P. JSTOR 90841. doi:10.1098/rsta.1901.0023 .
- Pearson, Karl (1916). „Mathematical contributions to the theory of evolution, XIX: Second supplement to a memoir on skew variation”. Philosophical Transactions of the Royal Society A. 216 (538–548): 429—457. Bibcode:1916RSPTA.216..429P. JSTOR 91092. doi:10.1098/rsta.1916.0009 .
- Corder, G. W.; Foreman, D. I. (2014), Nonparametric Statistics: A Step-by-Step Approach, New York: Wiley, ISBN 978-1118840313
- Greenwood, Cindy; Nikulin, M. S. (1996), A guide to chi-squared testing, New York: Wiley, ISBN 0-471-55779-X
- Nikulin, M. S. (1973), „Chi-squared test for normality”, Proceedings of the International Vilnius Conference on Probability Theory and Mathematical Statistics, 2, стр. 119—122
- Bagdonavicius, V.; Nikulin, M. S. (2011), „Chi-squared goodness-of-fit test for right censored data”, The International Journal of Applied Mathematics and Statistics, стр. 30—50[потребан је пун навод]
- „Chi-squared Statistic”. Practical Cryptography. Архивирано из оригинала 18. 2. 2015. г. Приступљено 18. 2. 2015.
- „Using Chi Squared to Crack Codes”. IB Maths Resources. British International School Phuket. 15. 6. 2014.
- Ryabko, B. Ya.; Stognienko, V. S.; Shokin, Yu. I. (2004). „A new test for randomness and its application to some cryptographic problems” (PDF). Journal of Statistical Planning and Inference. 123 (2): 365—376. doi:10.1016/s0378-3758(03)00149-6. Приступљено 18. 2. 2015.
- Feldman, I.; Rzhetsky, A.; Vitkup, D. (2008). „Network properties of genes harboring inherited disease mutations”. PNAS. 105 (11): 4323—432. Bibcode:2008PNAS..105.4323F. PMC 2393821 . PMID 18326631. doi:10.1073/pnas.0701722105 .
- „chi-square-tests” (PDF). Архивирано из оригинала (PDF) 29. 6. 2018. г. Приступљено 29. 6. 2018.

## Spoljašnje veze
- Earliest Uses of Some of the Words of Mathematics: entry on Chi squared has a brief history
- Course notes on Chi-Squared Goodness of Fit Testing from Yale University Stats 101 class.
- Mathematica demonstration showing the chi-squared sampling distribution of various statistics, e. g. Σx², for a normal population
- Lin, Jinn-Tyan (1988). „Approximating the Cumulative Chi-Square Distribution and its Inverse”. Journal of the Royal Statistical Society. Series D (The Statistician). 37 (1): 3—5. JSTOR 2348373. doi:10.2307/2348373. Simple algorithm for approximating cdf and inverse cdf for the chi-squared distribution with a pocket calculator]
- Values of the Chi-squared distribution